# Parmotrema subochraceum
Parmotrema subochraceum är en lavart som beskrevs av Hale. Parmotrema subochraceum ingår i släktet Parmotrema och familjen Parmeliaceae.   Inga underarter finns listade i Catalogue of Life.